# Chawki (chanteur)
Pour les articles homonymes, voir Chawki.
Cet article concerne le chanteur marocain. Pour le poète et dramaturge égyptien, voir Ahmed Chawqi.
Ahmed Chawki (arabe : أحمد شوقي), dit Chawki, né le 31 mai 1982 à Tétouan est un chanteur marocain.
Il est reconnu notamment grâce aux titres Habibi I Love You (en) (en duo avec le rappeur Pitbull, 2013) et Magic in the Air (en duo avec Magic System, 2014).
A l'occasion de la Coupe du Monde de football 2014, RedOne et l'artiste marocain Chawki ont collaboré ensemble sur "Time of Our Lives", hymne fédérateur en partenariat avec la chaîne BeIn Sports.